# Pyrobaculum aerophilum
A Pyrobaculum aerophilum a Pyrobaculum nem egy faja. Az archeák – ősbaktériumok – egysejtű, sejtmag nélküli prokarióta szervezetek. Egysejtű mikroorganizmus. Az első szekvenált Pyrobaculum faj a P. aerophilum. Pálcika alakú, hipertermofil szervezet, először egy forró tengervízi lyukból izolálták Maronti Beach, Ischia. Jellegzetes terminális gömbölyű testeket formál (úgynevezett "golfütő"),  mint a Thermoproteus és Pyrobaculum. Típustörzse IM2; DSM 7523). Optimális növekedési hőmérséklete körülbelül a víz forráspontjánál van.
Kör alakú genomja 2,222,430 Bp hosszú, és 2605 fehérje kódoló szekvenciát tartalmaz. Képes az aerob légzésre (aerophilum = "levegőkedvelő"). Kolóniái kör alakúak és szürkéssárgák. Szerves és szervetlen vegyületeket is használ légzés közben.